# Ѣ
Ѣ, ѣ (em itálico: Ѣ, ѣ) é uma letra obsoleta do alfabeto cirílico chamada de iat e às vezes yat ou jat. Era a trigésima segunda letra do alfabeto cirílico arcaico e acredita-se que servia essencialmente para representar o som /æ/ ou o som /ɛ/, dois fonemos comuns naquelas línguas eslávicas.
Atualmente, não há nenhuma língua que oficialmente usa o ѣ além do eslavo eclesiástico, isto se deve principalmente a reformas ortográficas que a aboliram porque seu som foi mudando de acordo com alterações fonéticas que ocorreram nas línguas que usavam o alfabeto cirílico, por exemplo:
- No búlgaro, o ѣ evoluiu para representar dois fonemas, /ja/ e /ɛ/, e seu uso em palavras acabou ficando inteiramente determinado por suas etimologias. Ocorreu, no entanto, uma reforma ortográfica na recém-socialista Bulgária que aboliu esta letra completamente e a substituiu por я quando seu som era /ja/ (голѣм se tornou голям) e е quando seu som era /ɛ/ (голѣми se tornou големи);[1]
- No russo, o ѣ evoluiu para representar majoritariamente o fonema /je/ (como em "дѣти /dʲetʲɪ/") e menos comumente também /i/ (como em "однѣхъ /ɐˈdnix/"), inclusive em algumas palavras de algunos dialetos, o fonema /jɵ/ também (como em "звѣзды /ˈzvʲɵzdɨ/"). Foi sistematicamente abolido do russo por uma reforma ortográfica que aconteceu em 1917, sendo praticamente substituído por е quando seu som era /je/ (дѣти se tornou дети) e и quando seu som era /i/ (однѣхъ se tornou одних);[2]
- No ucraniano, o ѣ evoluiu para representar majoritariamente o fonema /i/ ou /ji/, que são atualmente representados no ucraniano como і e ї. O ѣ foi gradualmente se perdendo em ortografias do oeste ucraniano e esta perda foi consolidada pela ortografia zhelikhivka[3] que entrou em vigor em 1886 (por exemplo: ѣжакъ se tornou їжак), no leste ucraniano ainda era comum encontrar autores usando esta letra inclusive até 1945, quando seu o uso foi formalmente abolido pela União Soviética.